# SimCity (2013)
SimCity là một phiên bản game mô phỏng trên máy tính xây dựng thành phố phát hành năm của Maxis, một chi nhánh của Electronic Arts (EA).

## Thông báo
Trước khi game được thông báo. Tạp chí GameStar của Đức đã để lộ hình ảnh phác thảo. Ngay sau đó, một đoạn trailer giới thiệu trước cũng được bật mí. Trong sự kiện Gamechangers trong khuôn khổ hội nghị GDC (Hội nghị Các Nhà Phát triển Game) diễn ra vào ngày 6 tháng 3 năm 2012 tại San Francisco, Mỹ, EA vừa tuyên bố chính thức sự trở lại của Sim City do Maxis phát triển, và thời gian dự kiến để bản PC ra mắt sẽ là năm 2013. Dù nguyên bản đoạn trailer đã bị lộ có đề cập đến cả phiên bản Windows và Macintosh, tài liệu chính thức EA đã cho đến nay chỉ đề cập đến một phiên bản Windows.
Tạp chí game của Đức GameStar đã phỏng vấn nhà phát triển Lucy Bradshaw của Maxis, người đã lên tiếng xác nhận SimCity phiên bản mới đang được phát triển ở studio. Bà cũng lưu ý rằng việc phát triển trên thương hiệu Spore và The Sims đã giúp nhà phát triển tiết lộ SimCity mới sẽ ra mắt sớm hơn dự kiến. Cuộc phỏng vấn cho thấy phiên bản mới sẽ chạy engine hoàn toàn mới tên gọi Glasssbox và hỗ trợ chế độ chơi mạng, khả năng cập nhật các tòa nhà, và chế độ xây đường tự do. Hiện tại, đại diện EA đã không có bất cứ bình luận gì về tin tức này.

## Tính năng
Cùng với nhiều thay đổi về diện mạo (chẳng hạn như nâng cấp cơ chế đồ họa 3D) SimCity sẽ sử dụng engine GlassBox mới. "Chúng tôi cố gắng xây dựng những gì bạn mong đợi để xem và đó là trò chơi này", giải thích hệ thống kiến trúc sư Andrew Willmot cho biết hiệu ứng hình ảnh như những khó khăn về kinh tế, giao thông và ô nhiễm trông thật hơn. Với sức mạnh này, người chơi có thể tác động đến từng cá thể nhỏ trong game. Hai tính năng mới khác được đưa vào là phần chơi mạng và nguồn tài nguyên hạn chế.
Một điểm mới nữa trong SimCity mới là người chơi đã có thể tạo ra các con đường với những vòng cung quyến rũ thay vì luôn luôn phải vuông vức như các phiên bản trước. Ngoài ra game còn bổ sung các cuộc thi toàn cầu dành cho ban lãnh đạo để người chơi tranh giành thứ hạng cao nhất về các mặt tốt (môi trường, sức khỏe, giáo dục) và xấu (trì trệ, lười biếng, bẩn thỉu). Người chơi cũng có thể chọn chủ đề cho thành phố của mình, như một thành phố cờ bạc như Vegas, thành phố tập trung vào giáo dục, hay thành phố công nghiệp. Lựa chọn này sẽ ảnh hưởng lớn lên "cách mà thành phố của người chơi trông thấy, cảm nhận và thể hiện".
Dù được hứa hẹn các tính năng mô phỏng có chiều sâu hơn, các nhà phát triển vẫn cố tránh làm cho game trở nên quá phức tạp. Mục tiêu chính là hệ thống "những gì bạn thấy là những gì chúng tôi mô phỏng", sẽ cung cấp những phản hồi trực quan, trực tiếp đối với những gì người chơi cần phải biết về thành phố.

### Chơi trực tuyến
Đây là phiên bản SimCity đầu tiên có tính năng chơi trực tuyến kể từ bản SimCity 2000 Network Edition của Maxis, cho phép một khu vực duy nhất để chứa nhiều thành phố từ người chơi khác nhau, mặc dù các tùy chọn cho một khu vực chơi đơn vẫn sẽ tồn tại. Một tính năng mới nữa là hỗ trợ chơi mạng theo vùng (lên tới 16 người cùng chơi một lúc). Với SimCity mới, người chơi và bạn bè có thể tạo ra các cuộc cạnh tranh để thêm gia vị cho game.
Thêm vào đó, game còn cho phép người chơi tác động đến những quyết định do người chơi khác, vốn được kết nối trong cùng một không gian ảo, tạo ra trong chính thành phố của mình. Người chơi có thể hợp tác bằng cách kết nối các thành phố lại với nhau để nâng cấp vùng miền hoặc tiêu cực hơn là tạo làn sóng di dân sang các thành phố lân cận Mối quan hệ giữa những người chơi được nhấn mạnh. Ví dụ như người chơi có thể cho xe cứu hỏa tới hỗ trợ một thành phố khác khi xảy ra thảm họa lớn. Nếu thành phố của người chơi tràn ngập trong sương khói, các vấn đề về sức khỏe có thể xảy ra ở cả thành phố bên cạnh của người chơi khác.
SimCity mới sẽ yêu cầu người chơi đăng nhập vào dịch vụ xuất xứ (Origin) của EA để chơi game. Một kết nối internet đang hoạt động sẽ được yêu cầu mỗi khi người chơi chạy game, dù có một xáo trộn đến kết nối trong quá trình chơi cũng sẽ không làm gián đoạn lối chơi.

### Tài nguyên
Tài nguyên trong trò chơi là có hạn. Kỹ sư phần mềm cao cấp Dan Moskowitz nói, "Nếu bạn xây dựng toàn bộ một thành phố trên cơ sở kinh tế để lấy tài nguyên nhất định, khi nguồn tài nguyên này cạn kiệt thì nền kinh tế của bạn sẽ sụp đổ."

### Engine
EA/Maxis phát triển các trò chơi bằng cách sử dụng một engine mô phỏng mới gọi là GlassBox, có một cách tiếp cận khác nhau từ các game mô phỏng trước đây. Những game đầu tiên mô phỏng số liệu thống kê cao cấp và sau đó tạo ra hình ảnh động đồ họa để đại diện cho dữ liệu đó. Engine GlassBox thay thế những số liệu thống kê với các đơn vị mô phỏng các tác nhân, đại diện cho các đối tượng như than, điện, và công nhân, mỗi hình ảnh đồ họa trực tiếp liên quan đến hoạt động của các tác nhân. Ví dụ, thay vì chỉ đơn giản là hiển thị một hình ảnh động ùn tắc giao thông để đại diện cho một vấn đề mô phỏng dòng chảy giao thông, ùn tắc giao thông thay vì sản xuất tự động bởi khối lượng của các tác nhân Sim thực sự đi du lịch đến và từ công việc. Một video hai phần đã được phát hành giới thiệu các tính năng mới mà Dan Moskowitz, trưởng nhóm thiết kế lối chơi đã nói về engine mô phỏng hành vi.
Engine GlassBox mới sẽ giúp SimCity tái tạo một cách trung thực và hoàn hảo các thảm họa trong game như động đất, hỏa hoạn, bão tuyết... Với sự hỗ trợ của Engine này, "Mỗi Sim (nhân vật trong game) đều có một mục đích riêng trong thế giới của SimCity, một ngôi nhà để trở về, một công việc để làm, thậm chí những cửa hàng để đến mua."

### Tùy biến
Maxis đã chỉ ra rằng trò chơi sẽ hỗ trợ mod, nhưng sẽ không làm như vậy lúc khởi động.